# Томас Сіпріано де Москера
Томас Сіпріано Ігнасіо Марія де Москера-Фігероа-і-Арболеда-Саласар (ісп. Tomás Cipriano Ignacio María de Mosquera-Figueroa y Arboleda-Salazar; 26 вересня 1798 — 7 жовтня 1878) — колумбійський політик, президент Республіки Нова Гранада, Сполучених Штатів Нової Гранади та Сполучених Штатів Колумбії.

## Біографія
Народився 1798 року в Попаяні. 1814 року приєднався до сил Сімона Болівара. 1824 року під час бою з іспанцями зазнав поранення в нижню щелепу, що позначилось на його вимові. 1829 року отримав звання генерала.
В 1829—1830 роках обіймав посаду посла Великої Колумбії в Перу, в 1830—1833 роках — посла Великої Колумбії, а потім республіки Нова Гранада у США. В 1834—1837 роках був членом Конгресу, згодом очолив міністерство оборони в адміністрації Хосе Ігнасіо де Маркеса. На тій посаді доклався до перемоги у «війні Вищих». В 1842—1845 роках знову перейшов на дипломатичну роботу: був послом у Перу, Чилі та Болівії.
1845 року Москера виграв президентські вибори за підтримки сил, що в подальшому сформували Консервативну партію, втім політика його адміністрації виявилась більш близькою до лібералізму, аніж до консерватизму. Під час першого президентського терміну було підписано договір Мальяріно-Байдлека зі Сполученими Штатами Америки, впроваджено використання Міжнародної системи одиниць, скасовано податки колоніальної доби, що пожвавило тютюнову галузь, вжито кроків до відокремлення церкви від держави, проведено перший в історії Колумбії перепис населення, а ухвалений 1849 року закон про те, що експорт має здійснюватись через порт Барранкілья, стимулював парове судноплавство річкою Магдалена.
Після завершення президентського терміну виїхав до Нью-Йорка, де створив торговий дім, але збанкрутував. Коли 1854 року в Новій Гранаді було встановлено диктатуру генерала Хосе Марії Мело, Москера повернувся на батьківщину, щоб боротись проти неї. Трохи згодом пройшов у Конгрес від Ліберальної партії та брав участь у президентських виборах 1857 року, втім програв їх кандидату від консерваторів.
Після створення Гранадської Конфедерації Москера очолив штат Каука. Під час подальшої громадянської війни Москера оголосив себе президентом і переніс столицю до Боготи, а країну перейменував у Сполучені Штати Нової Гранади. Відповідно до виданих ним указів було конфісковано церковну власність, а єзуїтів вигнали з країни за підтримку консерваторів під час війни.
1863 року було створено Сполучені Штати Колумбії. Після того було прийнято рішення, що першим президентом (до 1864 року) буде Москера, оскільки він ще не завершив свій президентський термін. У той період спалахнула еквадорсько-колумбійська війна.
Після завершення президентства Москера був відряджений послом до Парижа. 1866 року він повернувся на батьківщину, де вчетверте став президентом. Його спрямовані проти церкви дії призвели до втручання папи Пія IX. 29 квітня 1867 року Москера розпустив Конгрес, запровадив у країні воєнний стан та проголосив себе найвищою владою. 23 травня того ж року стався військовий переворот: полковник Даніель Дельгадо заарештував президента, після чого Москеру було вигнано з країни на три роки, які той проживав у Лімі. Повернувшись до Колумбії 1871 року, він знову намагався балотуватись на пост президента, втім програв вибори.